# Kevin Sorbo
Kevin David Sorbo (* 24. září 1958) je americký herec nejlépe známý díky rolím Herkula v seriálu Herkules a kapitána Dylana Hunta v seriálu Andromeda.

## Životopis
Svou hereckou kariéru začal v osmdesátých letech v seriálech jako třeba To je vražda, napsala. Byl jedním z kandidátů na role Supermana v seriálu Superman a agenta Muldera v Aktech X. Až v roce 1994 získal roli jako Herkules v televizním filmu Herkules a Amazonky. Po něm následovala několik dalších filmů s Herkulem, všechny posloužily jako pilot k celému seriálu Herkules. Seriál sklidil úspěch po celém světě a Sorbo se stal známým hercem. Objevil se také v jeho spin-off seriálu Xena a propůjčil hlas své postavě i v animovaném snímku Hercules and Xena - The Animated Movie: The Battle for Mount Olympus. Během Herkula získal také svou první hlavní filmovou roli ve filmu Kull dobyvatel.
Po skončení Herkula získal roli kapitána Dylena Hunta v seriálu Andromeda, objevil se také v seriálech O.C. a Dva a půl chlapa. Získal také role ve dvou pokračováních filmu Kráčející skála.
Dále jste ho mohli spatřit ve snímku z roku 2008 - Tohle je Sparta!.
Spolu se svou ženou herečkou Sam Jenkins, se kterou se oženil v roce 1998, má dva syny a dceru.

## Filmografie
| Rok       | Film/seriál                                                          | Role                   | Poznámky                 |
| --------- | -------------------------------------------------------------------- | ---------------------- | ------------------------ |
| 1986      | Santa Barbara (seriál)                                               | doručovatel            | 1 epizoda                |
| 1988      | 1st & Ten                                                            | Barry                  | 1 epizoda                |
| 1992      | Stav: kritický                                                       | Dr. Thaddeus Kocinski  |                          |
| 1993      | To je vražda, napsala                                                | Michael Burke          | 1 epizoda                |
| 1993      | The Commish                                                          | Mark                   | 1 epizoda                |
| 1993      | Archa neviňátek                                                      | John Willison          |                          |
| 1994      | Herkules a Amazonky                                                  | Herkules               |                          |
| 1994      | Herkules v podsvětí                                                  | Herkules               |                          |
| 1994      | Herkules a Minotaurovo bludiště                                      | Herkules               |                          |
| 1994      | Herkules a ohnivý kruh                                               | Herkules               |                          |
| 1994      | Herkules a ztracené království                                       | Herkules               |                          |
| 1995      | Cybill                                                               | Rick                   | 1 epizoda                |
| 1995-1999 | Herkules                                                             | Herkules               | 111 epizod               |
| 1995-2000 | Xena                                                                 | Herkules               | 2 epizody                |
| 1997      | Hercules & Xena: Wizards of the Screen                               | Herkules               |                          |
| 1997      | Kull dobyvatel                                                       | Kull                   |                          |
| 1998      | Hercules and Xena - The Animated Movie: The Battle for Mount Olympus | Herkules               | dabing                   |
| 1999      | Třeba mě sežer                                                       | Scott                  |                          |
| 2000-2005 | Andromeda                                                            | kapitán Dylan Hunt     | 110 epizod               |
| 2001      | Dharma & Greg                                                        | Charlie                | 4 epizody                |
| 2003      | According to Jim                                                     | Darryl Buckner         | 1 epizoda                |
| 2004      | Hope & Faith                                                         | Kenny                  | 1 epizoda                |
| 2004      | Jak ostříhat Adama                                                   | otec Dan               |                          |
| 2005      | Bobby Cannon                                                         | Bobby Cannon           |                          |
| 2005      | Láska, s.r.o.                                                        | otec John              | 1 epizoda                |
| 2006      | Dva a půl chlapa                                                     | Andy                   | 1 epizoda                |
| 2006      | Last Chance Cafe                                                     | Chance Coulter         |                          |
| 2006-2007 | O.C.                                                                 | Frank Atwood           | 7 epizod                 |
| 2007      | Kráčející skála 2: Odplata                                           | Nick Prescott          |                          |
| 2007      | Smrt z podzemí                                                       | otec Douglas Middleton |                          |
| 2007      | Anděl spravedlnosti                                                  | kazatel                |                          |
| 2007      | Kráčející skála 3: Spravedlnost                                      | Nick Prescott          |                          |
| 2007      | Agentura Jasno                                                       | Byrd Tatums            | 1 epizoda                |
| 2008      | Seznam ex                                                            | profesor               |                          |
| 2008      | Tohle je Sparta!                                                     | kapitán                |                          |
| 2008      | Vyprahlá prérie                                                      | šerif Preston Biggs    |                          |
| 2008      | Never Cry Werewolf                                                   | Redd Tucker            |                          |
| 2008      | The Middleman                                                        | Guy Goddard            |                          |
| 2008      | Bláznivá střela - Amerika v ohrožení                                 | George Mulrooney       |                          |
| 2009      | Smrtící exploze                                                      | Jake Denning           |                          |
| 2009      | Bitch Slap                                                           | Mr. Phoenix            |                          |
| 2009      | Gary Unmarried                                                       | Seven                  | 1 epizoda                |
| 2009      | Tommy and the Cool Mule                                              | Dodge Daviss           |                          |
| 2009      | Lightning Strikes                                                    | šerif Bradley          |                          |
| 2009      | Wolf Canyon                                                          | Rick - šerif Wolf      |                          |
| 2009-2011 | The Super Hero Squad Show                                            | Ka-Zar                 | 2 epizody, dabing        |
| 2010      | What If...                                                           | Ben Walker             |                          |
| 2010      | Králové ostrova Mykonos                                              | Pier Luigi             |                          |
| 2010      | Tales of an Ancient Empire                                           | Aedan                  |                          |
| 2010      | Havaj 5-0                                                            | Carlton Bass           | 1 epizoda                |
| 2010      | Paradox                                                              | Sean Nault             |                          |
| 2010      | The Santa Suit                                                       | Drake Hunter           |                          |
| 2011      | Surfařka                                                             | Holt Blanchard         |                          |
| 2011      | Tajný projekt                                                        | Tyler                  |                          |
| 2011      | Poolboy: Drowning Out the Fury                                       | Poolboy                |                          |
| 2011      | St. James St. James Presents: Delirium Cinema                        | Jan Van Hammer         |                          |
| 2011      | Julia X                                                              | cizinec                |                          |
| 2011      | Coffin                                                               | Sean Justice           |                          |
| 2011      | Sam Steele and the Crystal Chalice                                   | Cash                   |                          |
| 2011      | The Guild                                                            | sebe                   | 1 epizoda                |
| 2012      | Shadow Witness                                                       | detektiv Gullickson    |                          |
| 2012      | Changing Hands Feature                                               |                        |                          |
| 2012      | 6 passi nel giallo                                                   | David McBeail          | 1 epizoda                |
| 2012      | FDR: American Badass!                                                | Abraham Lincoln        |                          |
| 2012      | Don't Trust the B---- in Apartment 23                                | sebe                   | 1 epizoda                |
| 2012      | Abel's Field                                                         | Abel                   |                          |
| 2012      | Christmas Angel                                                      | Nathan Davis           |                          |
| 2012      | Key and Peele                                                        | Brad                   | 1 epizoda                |
| 2012      | Fatal Call                                                           | Rick                   |                          |
| 2013      | Shadow on the Mesa                                                   | Ray Eastman            |                          |
| 2013      | Paranormal Movie                                                     | ochranka               | nebyl uveden v titulcích |
| 2013      | Avarice                                                              | James                  |                          |
| 2013      | Alone for Xmas                                                       |                        |                          |
| 2013      | Alongside Night                                                      | Dr. Martin Vreeland    |                          |
| 2013      | Single in South Beach                                                | Sam                    |                          |